# Zofénopril
Le zofénopril est un inhibiteur de l'enzyme de conversion de l'angiotensine (IEC). Il est prescrit dans le cas d'hypertension artérielle. Il inhibe la métabolisation de l'angiotensine I en angiotensine II. Cette protéine possède un puissant pouvoir vasoconstricteur sur les artérioles et dégrade la bradykinine vasodilatatrice. Ainsi une production diminuée d'angiotensine II donne lieu a une vasodilatation donc une diminution des résistances vasculaires périphériques (RVP) et par conséquent une baisse de la pression artérielle.
Il est commercialisé sous le nom de Zofénil.